# 克魯站
克魯站（英語：Crewe railway station）是位於英國英格蘭柴郡克魯的一座火車站。克魯站竣工於1837年，是世界上最早的火車站之一。克魯車站是西海岸主線上的一個主要樞紐，位於倫敦尤斯頓以北 158 英里，格拉斯哥中央以南 243 英里。本站亦是西北英格蘭的鐵路交通玄關，通往曼徹斯特皮卡迪利和北威爾士的線路就是於本站自西海岸主線分叉。本站是通往利物浦萊姆街的支線自主線分叉之前的最後一個主要車站。它還提供通往特倫特河畔斯托克和什魯斯伯里的線路。
克魯火車站有 12 個月台和一個現代化的車站入口建築，內設書店和售票處。乘客可通過人行天橋、樓梯和電梯進入月台。建於 19 世紀的月台建築設有兩家書店、酒吧、自助餐廳和等候室。車站的最後一次重大工程是在 1985 年進行，當時改造了軌道佈局並更新了車站設施。

## 歷史

### 早期歷史

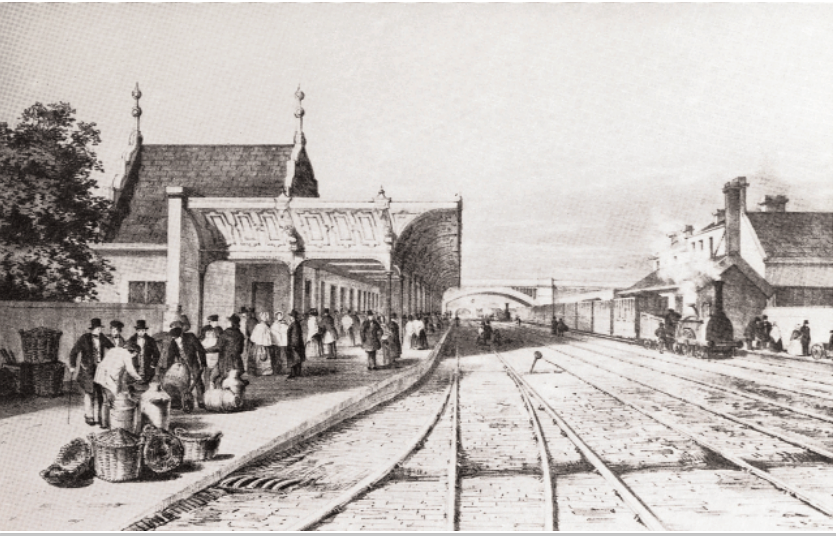
約於1840年時的克魯站

在克魯以北七英里處的溫斯福德拒絕了早先於當地設站的提議後，楠特威奇（位於克魯四英里外）的地主也拒絕大交匯鐵路於當地設站，因此鐵路公司選擇於克魯設站。
克魯車站是英國第一個附設鐵路酒店的車站。該酒店始建於 1838 年，時稱克魯兵器酒店，至今仍在使用中。  由於擴建的需要，它是第一個完全重建的火車站。它也是第一個在其周圍建造完全獨立的鐵路線以緩解交通擁堵的城市。
該車站於 1837 年 7 月 4 日隨著大交匯鐵路通車而啟用。 該鐵路建造目的是通過將已有的利物浦和曼徹斯特鐵路與計劃中的倫敦和伯明翰鐵路連接起來，使英格蘭的四個最大城市能夠以鐵路連接起來。該鐵路是世界上第一條長途鐵路，從伯明翰的寇松街火車站到柴郡沃靈頓的達拉姆，在那裡與倫敦和伯明翰鐵路的支線沃靈頓和牛頓鐵路交匯。
車站一開通，切斯特和克魯鐵路公司就成立了，以修建一條通往切斯特的支線（切斯特線，即現北威爾士海岸線克魯至切斯特段）。該公司還於本站增設了一個機車廠來為切斯特線線提供服務，並提供傾斜引擎以協助火車從克魯向南爬上馬德利（Madeley）斜坡。儘管該斜坡坡度不大，這對當時的小型引擎來說是一個挑戰。新鐵路於 1840 年通車前不久，切斯特及克魯鐵路公司就被大交匯鐵路公司吸收。
到 1841 年，切斯特線被視為通往霍利黑德港的新主線的起點，提供通往愛爾蘭的最快路線，克魯作為樞紐站的重要性開始確立。當曼徹斯特和伯明翰鐵路公司（一項獨立的事業，原希望建造一條比大交匯鐵路更短、連接曼徹斯特和伯明翰的完全獨立線路）確定在克魯至伯明翰興建新線與大交匯鐵路競爭是不經濟後，該公司決定只興建曼徹斯特至克魯段，並於克魯將新鐵路與大交匯鐵路會合，這進一步提升了本站作為鐵路樞紐站的地位。兩家公司之間的爭吵使直通車服務遲了一段時間才得以落實運行，當時曼徹斯特和伯明翰鐵路公司不得不在克魯建造自己的臨時車站，該站其中一部分作為北交匯處旁邊的孤立月台（位於通往曼徹斯特的鐵路開端位置）保留至今。
1842 年，大交匯鐵路公司決定將其機車工廠從利物浦的邊山搬到克魯，並將工廠選址定在沃靈頓線和切斯特線交匯處北側。

### 倫敦和西北鐵路

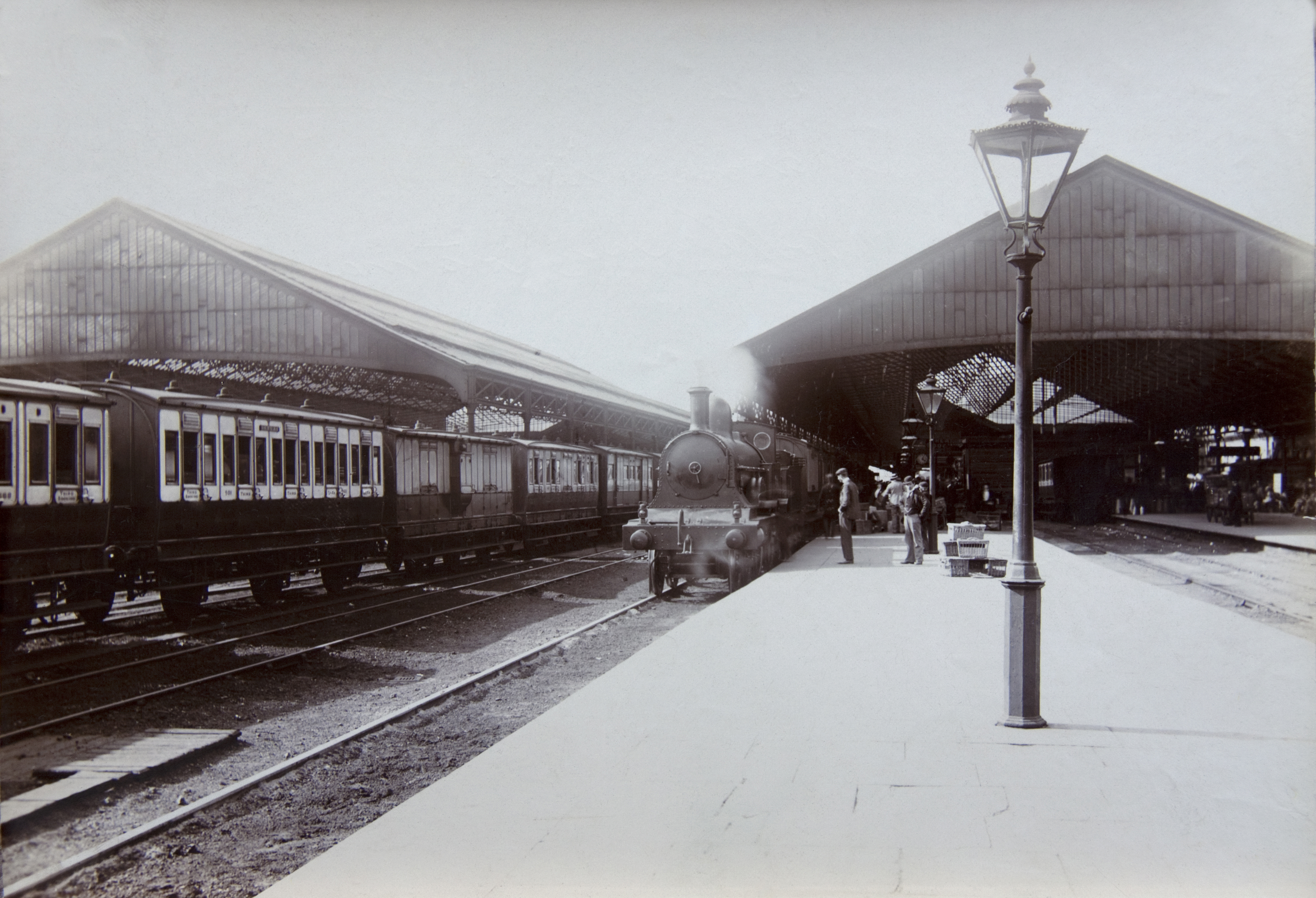
約1900年時的克魯站月台

1846年，大交匯鐵路公司與倫敦和伯明翰鐵路公司合併成倫敦和西北鐵路公司，並成為了當時世界最大的公司。新公司將切斯特線延伸至霍利黑德、沃靈頓線延伸至蘭開斯特和卡萊爾、曼徹斯特線延伸至利茲，並建設了通往什魯斯伯里的克魯和什魯斯伯里鐵路。該鐵路與什魯斯伯里和赫里福德鐵路（由倫敦和西北鐵路與大西部鐵路共同擁有）在什魯斯伯里連接起來，連繫本站和南威爾斯。與此同時，北斯塔福德郡鐵路公司亦修建了特倫特河畔斯托克至本站的鐵路，該鐵路於本站與倫敦和西北鐵路會合。
為了應付日益頻繁的交通，本站於1867年被重建。現時位於5及6號月台、彼此相對的建築就是於當時落成。此外，倫敦和西北鐵路公司亦同時將原本需要於沃爾弗頓（位於倫敦和伯明翰鐵路上）和克魯完成的機車製造工序改為集中於克魯。
1890 年代，一項調查顯示本站 24 小時內有 1,000 列火車通過，其中一半是不需要停靠車站的貨運列車。因此公司決定單獨修建一條四線鐵路線，該線通過車站西側，並以地下隧道避開南、北交匯處，然後與主線匯合。 建設計劃於 1895 年獲得批准，工程從 1896 年持續到 1901 年。工程中的“大挖掘”僱用了 1,000 多名工人，成本約為五十萬英鎊（相當於 2021 年的 57,750,000 英鎊）。車站在 1903 年 和 1907 年之間進行了擴建，提供八個直通月台，每個站台四分之一英里長。擴建的成本為一百萬英鎊 （相當於 2021 年的 112,540,000 英鎊）。

### 倫敦、米德蘭和蘇格蘭鐵路
1923 年，倫敦和西北鐵路公司被併入倫敦、米德蘭和蘇格蘭鐵路公司。克魯仍然是機車製造的主要中心。 1938-39 年，南、北交匯處的信號箱被完全重建為巨大的混凝土結構以抵禦空襲，並一直使用到 1985 年更換信號工程展開為止。北交匯處的信號箱現已成為克魯遺產中心的一部分，並可供參觀。

### 英國鐵路

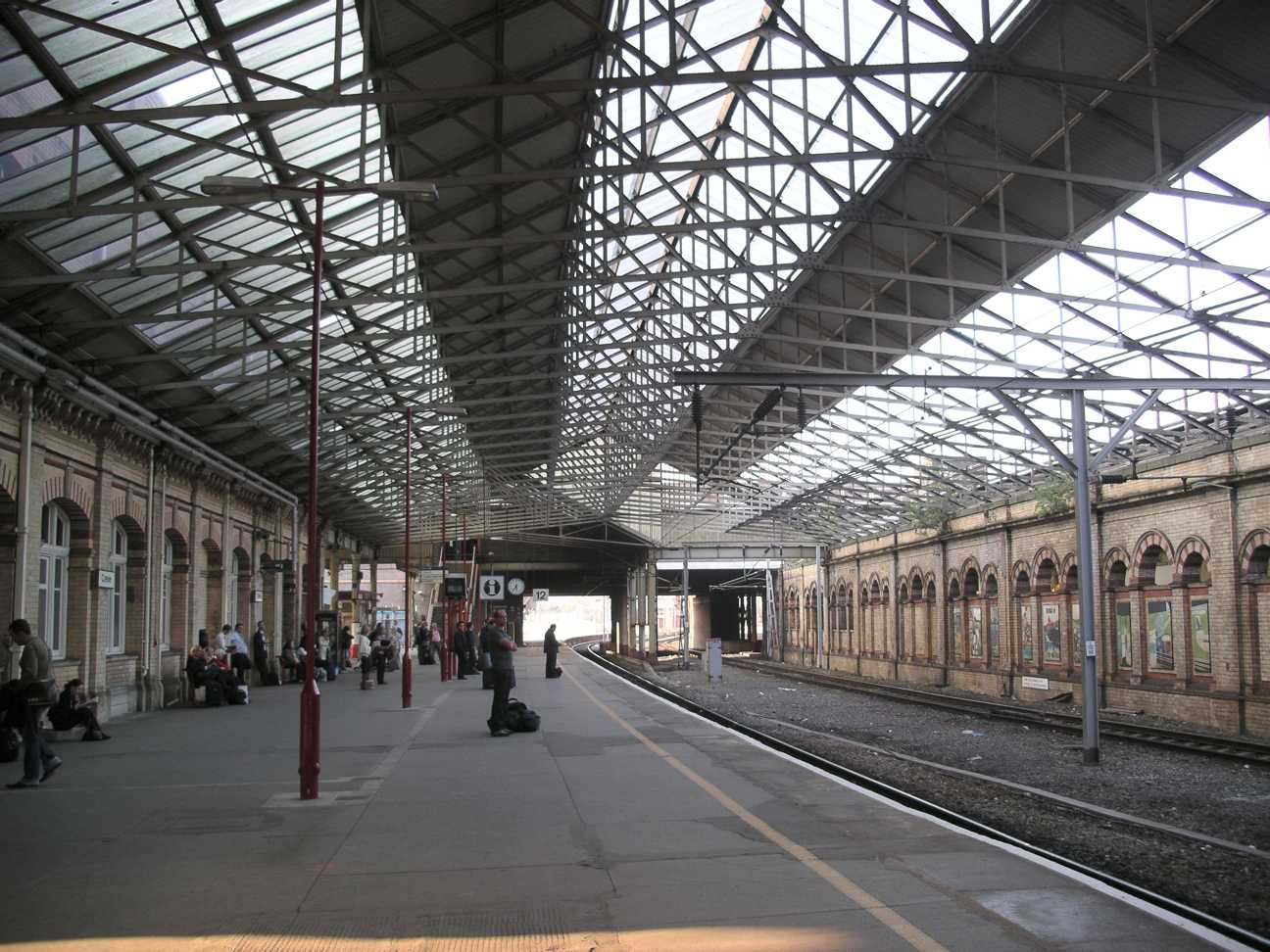
在 1900 年代初，克魯站增加了六個月台以應付交通。然而，作為 1985 年更換信號系統工程的一部分，其中五個月台停止使用，剩下的月台為現今的 12 號月台（如圖）。

1948 年，倫敦、米德蘭和蘇格蘭鐵路公司被國有化為英國鐵路公司的倫敦米德蘭地區。國有化極大地促進了英國鐵路的現代化，並為本站帶來電氣化鐵路，還有柴油動力和固定編隊空氣製動列車。1959 年至 1974 年間西海岸主線的逐步電氣化，以及英國鐵路陸續淘汰蒸汽機車，均令使用本站的列車種類大幅改變。 1974 年電氣化完成後，除了倫敦至切斯特和霍利黑德的列車外，火車無需在克魯更換機車。許多機車牽引列車亦被電聯車或柴聯車取代，縮短周轉時間。此外，通往馬基特德雷頓（楠特威奇和馬基特德雷頓線，俗稱「薑餅線」）等鄉鎮的支線關閉後，以克魯為總站的列車數量因而減少。然而，鄉郊列車客運量下降、郵件和包裹運輸量減少以及牲畜運輸完全取消的同時，城際列車客運量的大幅增加，乘客對更快、更順暢和更高效的客運列車的需求亦顯著上升。
1963 年，英國鐵路倫敦米德蘭地區的建築師在楠特威奇路的入口處提供了一個馬車門廊，它由八個雙曲拋物面層壓木殼構成。 該馬車門廊在 1983 年至 1985 年間被當前的鋼結構所取代。
1985 年，一項耗資 1,430 萬英鎊的計劃為本站的軌道佈局進行了現代化和簡化，取消了許多轉轍器和平交道，並允許列車以 130 公里/小時的速度通過北交匯處。與此同時，本站於更換信號系統時停用了五個於 1902 年增設的月台。

### 歷史相片

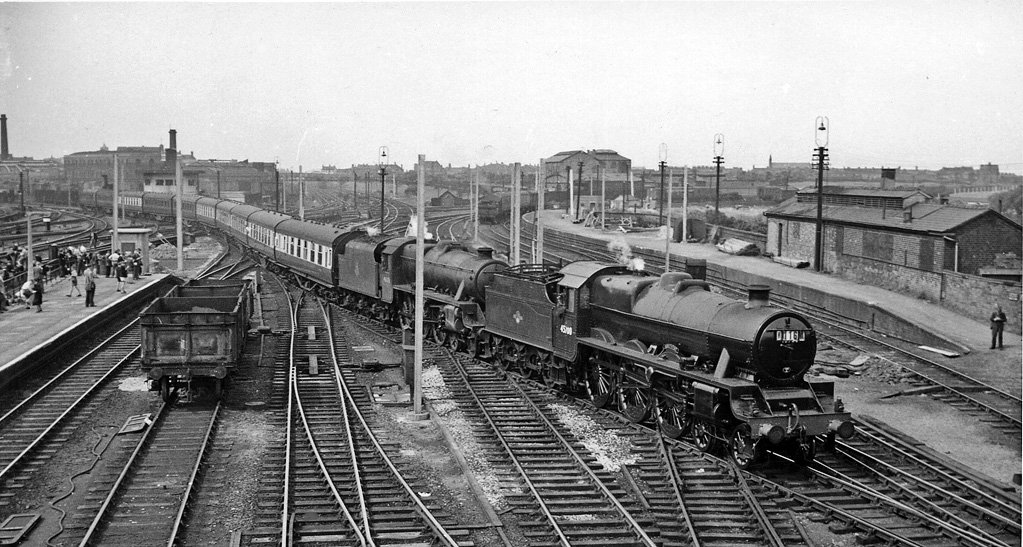
1958年時從車站北端的天橋向北望向車站北側
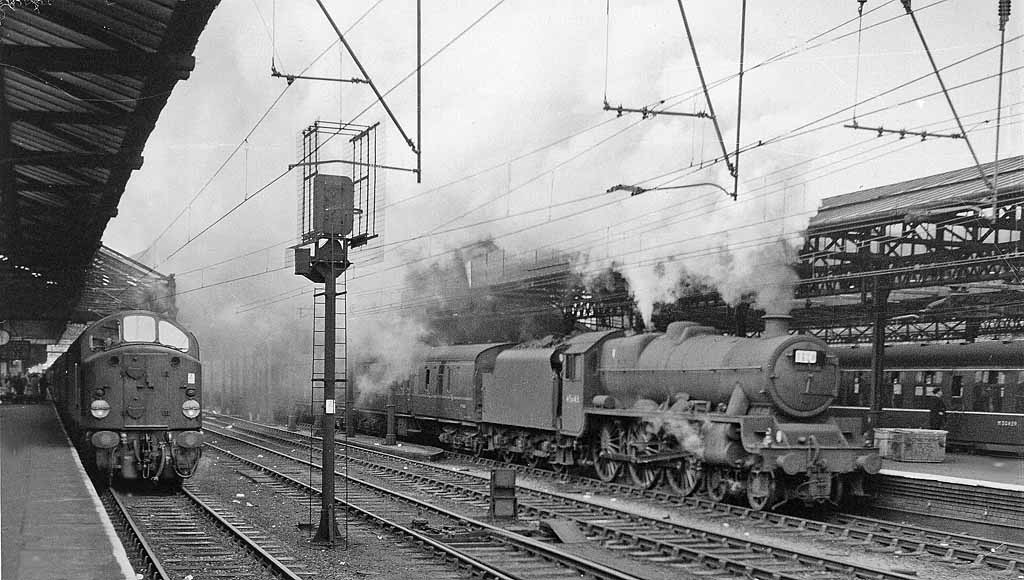
1962年時的克魯站2號月台，視角向北
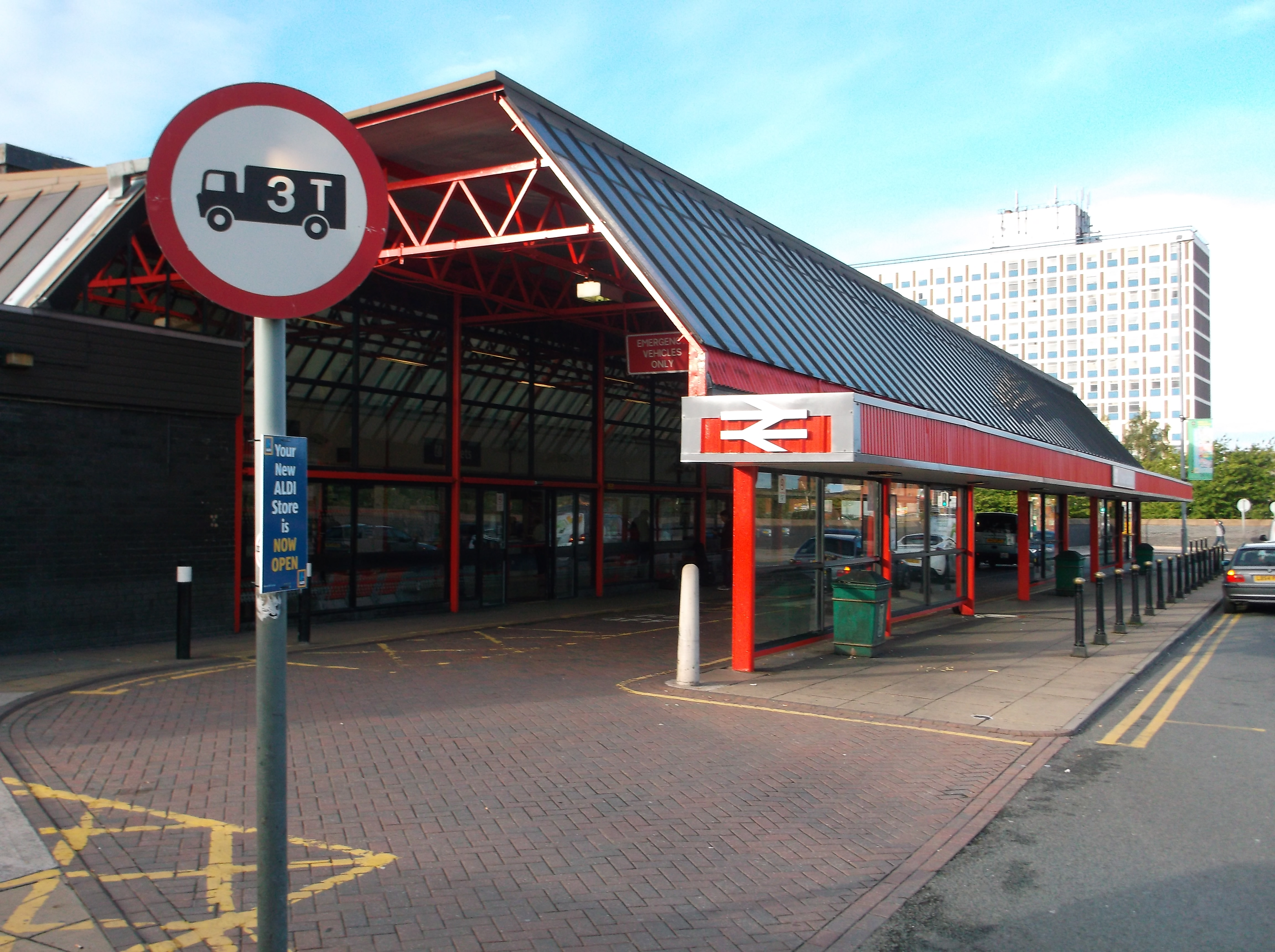
1980年代翻新後的克魯站主入口
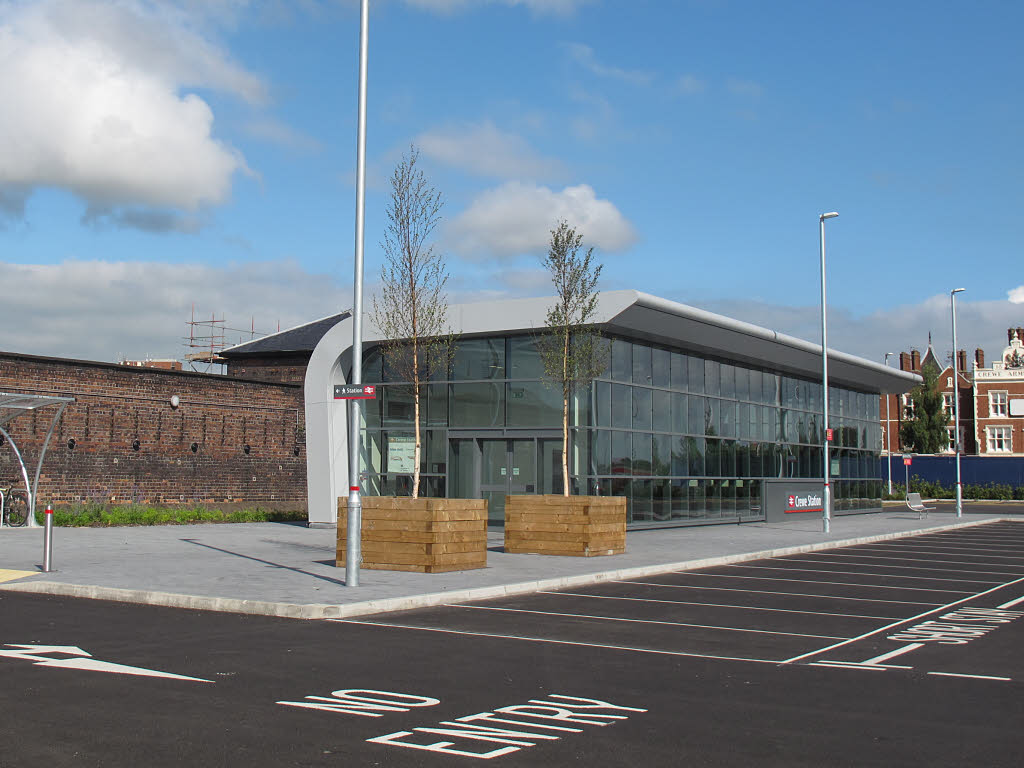
2014年啟用的韋斯頓路入口